# 127664 Denza
127664 Denza è un asteroide della fascia principale esterna. Scoperto nel 2003, presenta un'orbita caratterizzata da un semiasse maggiore pari a 3,238695 UA e da un'eccentricità di 0,127374, inclinata di 0,973944° rispetto all'eclittica. Ha un periodo di rotazione di 5,35 ore.
È dedicato a Francesco Denza, religioso, meteorologo e astronomo italiano.